# Krajowy mityng lekkoatletyczny Pedro’s Cup 2008
Krajowy mityng lekkoatletyczny Pedro’s Cup 2008 – mityng lekkoatletyczny rozegrany 8 lutego 2008 roku w Łodzi.
Odbyła się konkurencja skoku wzwyż mężczyzn.

## Rezultaty

### Skok wzwyż mężczyzn
| Pozycja | Zawodnik                | Wynik  |
| ------- | ----------------------- | ------ |
| 1       | Michał Bieniek          | 2,26 m |
| 2       | Svatoslav Ton           | 2,24 m |
| 3       | Oskari Frosen           | 2,24 m |
| 4       | Sylwester Bednarek      | 2,20 m |
| 5       | Ołeksandr Nartow        | 2,20 m |
| 6       | Robert Wolski           | 2,20 m |
| 6       | Andrij Sokołowski       | 2,20 m |
| 8       | Marcin Glaubert         | 2,15 m |
| 8       | Aleksander Waleriańczyk | 2,15 m |
| 10      | Wiktor Szapował         | 2,15 m |
| 11      | Grzegorz Sposób         | 2,10 m |